# Методи Гузелски
Методи Петров Гузелски е български търговец, политик, кмет на Видин.

## Биография
Роден е на 16 октомври 1886 г. във Видин. Баща му Петър Гузелски е търговец, народен представител в VIII ОНС. Методи Гузелски е общински съветник от 1924 г. от либералната партия на Стефан Стамболов. Кмет е на Видин за 2,5 месеца между 8 август и 30 октомври 1931 г. На 1 август 1950 г. е изселен от Държавна сигурност със семейството си в град Кубрат. През 1954 г. се завръща в родния си град. На 19 септември 1955 г. умира във Видин.